# Схема проектирование-строительство
Реализация строительных проектов по схеме «проектирование-строительство» (англ. design-build или D-B) — это система осуществления проекта, применяемая в строительной отрасли при которой и проектирование и строительство осуществляется одной организацией. В русском языке существует термин «Принцип одного окна», который хорошо отражает суть данного подхода. В отличие от схемы «проектирование-тендер-строительство» (англ. design-bid-build) в схеме «проектирование-строительство» вся ответственность по договору возлагается на одну компанию, минимизируя, таким образом, риски для инвестора-заказчика и сокращая сроки поставки за счет одновременного выполнения проектирования, производства, поставки и монтажа здания. «За счет сосредоточения полной ответственности на одном лице схема „проектирование-строительство“ обеспечивает клиенту прозрачные договорные условия, обязуя подрядчика нести полную ответственность за проект, независимо от характера выявленных неисправностей».
Традиционно на строительный проект назначается проектировщик с одной стороны и подрядчик с другой. Путь реализации проекта по схеме «проектирование-строительство» изменяет традиционную последовательность работ. Он соответствует естественному желанию клиента возложить полную ответственность на одну организацию с целью минимизировать потенциальные риски и общие расходы. На сегодняшний день такой подход широко используется во многих странах, шаблоны договоров находятся в открытом доступе.
Хотя Американский институт дизайна и строительства (DBIA) считает, что схема «проектирование-строительство» может осуществляться во главе с подрядчиком, дизайнером, разработчиком или совместным предприятием, покуда «проектирование-строительство» объединяет в договоре и проектирование, и строительство, некоторые архитекторы предложили рассматривать «проектирование-строительство» под руководством архитектора как отдельный подход к реализации строительного проекта.

## Подрядчик в проекте по схеме «проектирование-строительство»
В схеме «проектирование-строительство» подрядчик зачастую является генподрядчиком, но нередко управление проектом осуществляет разработчик (архитектор, инженер, инженер-технолог или иные профессионалы). Некоторые фирмы, специализирующиеся на «проектировании-строительстве», привлекают к работе специалистов и в области проектирования, и в строительстве. Если подрядчик по «проектированию-строительству» выступает в качестве генерального подрядчика, как правило, он напрямую привлекает к работе проектировщиков. Партнерство или совместное предприятие между проектной и строительной фирмой может быть создано как на долгосрочной основе, так и для реализации одного конкретного проекта.
До 1979 года кодекс этики и профессионального поведения Американского института архитекторов (AIA) воспрещал своим членам предоставлять строительные услуги. Однако сегодня многие архитекторы в Соединенных Штатах и других странах стремятся предоставить пакет услуг, включающий проектирование и строительство, и одним из подходов к достижению этой цели является схема «проектирование-строительство». Институт AIA признал, что данная схема становится одним из основных подходов к строительству. В 2003 году AIA опубликовал руководство для архитекторов по осуществлению работ по схеме «проектирование-строительство», написанное в помощь членам института, исполняющим роль подрядчиков в проектах по такой схеме. Данное руководство дает рекомендации по прохождению различных фаз процесса: проектирование, заключение договора, управление проектом, страхование, и финансовые вопросы.

## Институты, вовлеченные в «проектирование-строительство»
В 1993 году был учрежден Американский институт дизайна и строительства (DBIA). Его членами являются профессионалы в области проектирования и строительства, а также заказчики-инвесторы. DBIA популяризирует преимущества «проектирования-строительства» как подхода к реализации проекта и учит эффективной интеграции проектных и строительных услуг, чтобы обеспечить успех для заказчиков-инвесторов и специалистов по проектированию и строительству. DBIA – организация, которая определяет, учит и способствует продвижению передового опыта в области «разработки-строительства».
Канадский институт проектирования и строительства (CDBI) позиционирует себя как «рупор специалистов, практикующих схему «проектирование-строительство» в Канаде, продвигающих и распространяющих надлежащее использование этого метода при реализации проекта».
Разногласия между приверженцами подхода «проектирование-строительство» и «проектирование-тендер-строительство»
Рост числа проектов, реализуемых по принципу «проектирование-строительство», поставил под удар традиционную иерархию в сфере проектирования и строительства. В результате, возникли дебаты о целесообразности применения схемы «проектирование-строительство» в качестве метода реализации проекта.
Критики подхода «проектирование-строительство» утверждают, что «проектирование-строительство» ограничивает степень вовлеченности заказчика в разработку проекта и утверждают, что подрядчики зачастую принимают проектные решения вне области своей компетенции. Они также предполагают, что проектировщик – в отличие от профессионального строителя – в большей степени выступает в поддержку заказчика-инвестора и/или что, представляя различные подходы и оставаясь в своих отдельных сферах, проектировщики и строители в конечном счете, делают более качественные здания.
Сторонники подхода «проектирование-строительство» возражают, аргументируя это тем, что применение схемы «проектирование-строительство» экономит время и деньги заказчика-инвестора, в то же время обеспечивает возможность для инноваций в реализуемом объекте. Они также отмечают, что «проектирование-строительство» позволяет не ставить заказчика-инвестора между архитектором/инженером и подрядчиком, поскольку в такой ситуации в схеме «разработка-торги-строительство» заказчик-инвестор принимает на себя все существенные риски. Схема «проектирование-строительство» возлагает ответственность за ошибки проектирования на подрядчика по разработке и строительству, сняв, таким образом, с заказчика-инвестора ответственность за наиболее существенные правовые и управленческие вопросы. Бремя этих расходов и связанных с ними рисков ложится на подрядчика по проектированию и строительству.
Снижение расходов и сроков реализации проекта, а также числа судебных тяжб в случае применения подхода «проектирование-строительство» неоднократно подтверждалось на практике. По результатам Исследования по выбору схем реализации проекта, проведенного Виктором Сандвидо (Victor Sanvido) и Марком Кончаром (Mark Konchar) из Университета штата Пенсильвания, определено, что проекты по схеме «проектирование-строительство» реализуются на 33,5% быстрее, чем проекты, осуществленные по стандартной схеме «проектирование-тендер-строительство» с участием нескольких договоров. Сандвидо и Кончар также выявили, что монтаж проектов по схеме «проектирование-строительство» выполняется на 12% быстрее*, а стоимость единицы продукции на 6,1% ниже, чем в проектах по схеме «проектирование-тендер-строительство». Аналогичные результаты, демонстрирующие снижение стоимости и сроков, были получены при сравнительном анализе схемы «проектирование-строительство» и «проектирование-тендер-строительство» в сфере строительства инфраструктуры водоснабжения и очистки сточных вод. Данные результаты были обнародованы в отчете Smith Culp Consulting, опубликованном в июле 2011 года Американским обществом гражданских инженеров (ASCE). Сопоставительный анализ и изучение претензий, проведенные компанией Victor O. Schinnerer & Co., одной из крупнейших фирм по оценке рисков и страхованию профессиональной ответственности, выявил, что с 1995 по 2004 только 1,3% претензий, предъявленных архитектурно-проектным компаниям, поступили от заказчиков-инвесторов, реализовавших свои проекты по схеме «проектирование-строительство».

## Развитие метода «проектирование-строительство»
Исследование подхода «проектирование-строительство», проведенное в Соединенных Штатах в 2011 году, показывает, что в 2010 году данный метод применялся в 40% проектов нежилого строительства, что на 10% больше показателя 2005 года. Данное исследование проводилось Американским институтом дизайна и строительства (DBIA) и было дополнено сведениями агентства RSMeans, осуществляющего оценку стоимости реализации строительных проектов.
Согласно исследованию Департамента транспорта США, объем поставок проектов по схеме «проектирование-строительство» в сфере нежилого строительства США неуклонно растет уже более 10 лет, но, с точки зрения организации строительства объектов транспортной инфраструктуры, данный подход по-прежнему считается экспериментальным. На сегодняшний день, в рамках Специального экспериментального проекта № 14 (SEP-14) Федеральная служба шоссейных дорог США (FHWA) одобрила применение схемы «проектирование-строительство» в более чем 150 проектах примерно в половине штатов. Европейские страны, использующие данный подход значительно дольше, чем США, предоставили ценные данные, а также сопровождение в исследовании. Основные выводы, полученные в ходе исследования, касаются типов проектов, применяющих подход «проектирование-строительство», определения оптимальной стоимости, процента проектных работ, входящих в комплект услуг, управления проектированием и строительством, определения сторонних рисков, применения гарантий и включения технического обслуживания и эксплуатации в договор на «разработку и строительство».

## Критика схемы «проектирование-строительство»
В процессе «проектирования-строительства», подрядчик принимает решения по вопросам проектирования, а также вопросам, связанным с затратами, окупаемостью и сроками. В то время, как традиционный метод строительства отделяет интересы проектировщиков от интересов подрядчиков, метод «проектирование-строительства» этого не делает. В связи с этим бытует мнение, что подход «проектирование-строительство» не подходит для проектов со сложным конструктивом, необходимым из технических или эстетических соображений. Считается, если проектировщик/архитектор работает в тандеме со строительной компанией, он, вероятно, в большинстве случаев будет настаивать на упрощенных концепциях. Примечателен проект Учебного центра Belmont, реализованный по модели «проектирование-строительство», который подвергся значительной критике не только в связи с чрезмерной стоимостью, но и с экологической точки зрения. Скандал развернулся вокруг якобы загрязненной почвы, что вызвало значительные задержки и перерасходы. Стив Кули, окружной прокурор Лос-Анджелеса, проводивший разбирательство по проекту учебного комплекса Belmont для Объединённого школьного округа Лос-Анджелеса, в марте 2003 года опубликовал окончательный отчет о расследовании. Согласно данному докладу, ряд вопросов, связанных с скандалом Belmont, имел прямое отношение к примененному подходу «проектирование-строительство»:
- «Проектирование-строительство» исключает возможность выбора подрядчика путём тендера.
- Критерии выбора подрядчика носят субъективный характер, трудно поддаются оценке и дальнейшему обоснованию.
- Выбранный дизайн и цена провоцируют подозрения у общественности, независимо от степени их обоснованности.
- Это может привести к потере общественного доверия.

В отчете изложен вывод, что метод «проектирование-строительство» совместно с «концепцией многофункциональности» послужили причиной для споров, неопределенности и сложностей проекта Belmont, что увеличило шансы на его провал.
В то время, как расследование очистило проект учебного центра Belmont от всех обвинений в уголовных правонарушениях, целевая группа настаивает на осуществлении строгого надзора, в том числе на ведении письменных протоколов, назначении ревизора для контроля за проектом, а также других мероприятиях, если реализация проекта продолжится по методу «проектирование-строительство».
Во время рассматриваемого периода, директор Объединённого школьного округа Лос-Анджелеса Рамон Кортинес (Ramon C. Cortines), работая с Советом по образованию, президентом которого является Моника Гарсиа (Monica Garcia), активно пытался сократить Управление Генерального инспектора на 75% и в результате уволил ревизора Джерри Торнтона (Jerry Thornton), аудиты которого выявили злоупотребление средствами, выделенными на строительство.